# Međuzvjezdana prašina
Međuzvjezdana prašina je dio međuzvjezdanog sredstva koje nastaje iz neutralnog ili ioniziranog plina, molekula, utjecaja zračenja i magnetskih polja. Prema podrijetlu također razlikujemo međuplanetnu, planetnu i galaktičku prašinu. Međuzvjezdana prašina postaje predmetom optičke astronomije putem ekstinkcije čime postaje vidljiva, posebice unutar galaktičke ploče Kumove slame. Odatle se međuzvjezdanu prašinu može izravno detektirati u infracrvenom zahvaljujući njenom toplinskom zračenju.

## Poveznice
- svemirska prašina
- oblak velike brzine
- spalacija svemirskih zraka
- pokus CRESU
- međuplanetni oblak prašine
- toplo-vruća međugalaktička tvar (WHIM)
- bezkolizijski medij
- tvar između galaktičkih skupova (ICM)
- Lokalni međuzvjezdani oblak
- G-oblak
- superskupovi galaktika
- galaktičko vlakno
- međuzvjezdani prah
- praznina (astronomija)
- međuzvjezdani oblik
- galaktička plima
- zvjezdana prašina (astronomija)
- međuplanetna prašina
- udarni front
- sinkrotonsko zračenje
- heliopauza
- H I područje
- H II područje
- molekularni oblak
- korona
- infracrveni cirus
- međuzvjezdana tvar
- međuzvjezdani prostor
- međuplanetno magnetsko polje
- planetni prsteni
- kometna prašina
- asteroidna prašina
- cirkumstelarni disk
- planetezimal
- protoplanetni disk
- disk ostataka

## Vanjske poveznice
- Sveučilište u Stuttgartu  Arhivirana inačica izvorne stranice od 16. travnja 2016. (Wayback Machine) Cosmic Dust: Messengers from Distant Worlds (eng.)